# (73984) Claudebernard
(73984) Claudebernard est un astéroïde de la ceinture principale.

## Description
(73984) Claudebernard est un astéroïde de la ceinture principale. Il fut découvert le 26 février 1998 à Blauvac par René Roy. Il présente une orbite caractérisée par un demi-grand axe de 2,24 UA, une excentricité de 0,12 et une inclinaison de 5,9° par rapport à l'écliptique.

## Compléments